# 2020年自由民主党総裁選挙
2020年自由民主党総裁選挙（2020ねんじゆうみんしゅとうそうさいせんきょ）は、2020年9月14日に行われた日本の自由民主党の党首である総裁の選挙である。

## 概要
2020年8月28日に現職の内閣総理大臣・自由民主党総裁である安倍晋三が自身の持病である潰瘍性大腸炎の再発を理由として辞任の意向を表明したことに伴う総裁選挙である。
なお、今回の総裁選挙は任期途中の辞任に伴うものであるため、新総裁の任期は安倍の残任期間である2021年9月末までとなる。このような前任の総理の任期を補うための臨時的総裁選は2006年の総裁選で当選した総裁の任期中辞任に伴う2007年、および2008年に行われた総裁選以来の出来事である。また、病気で辞任した小渕の任期を補うために話し合いの末、森喜朗が無投票選出された事例もある。
2020年9月1日、自民党の総務会が開催され、今回の選挙は党員投票は行わず、国会議員票（衆参両院議長を含めない）394票と都道府県代表票141票の計535票で行うことを決定した。任期途中での総裁の辞任によりこの簡易型の形式で総裁選が行われるのは、福田康夫の任期途中の辞任で行われた2008年の総裁選以来12年ぶり。
党執行部は、各都道府県連に対して代表の投票先を決める際には予備選挙などを行うなど党員の意見集約に努めるよう要請し、必要な財政支援も行う。その結果、44の都道府県連が党員らが投票する予備選挙を実施する方針とした。北海道連は全党員の投票が時間的に困難として、意向調査の実施を模索した。新潟県連は党員アンケートを実施した。菅義偉の出身地である秋田県連は、秋田県初の総理・総裁誕生を期待して予備選を行わず、3票全てを菅に投じる方針をとった。
また、新型コロナウイルス感染防止のため、街頭演説は今回行われず、両院議員総会も自民党本部のホールではなく党大会の行われるグランドプリンスホテル新高輪で実施された。投開票の結果、菅が岸田文雄、石破茂の2候補を破り、自民党総裁に就任した。
翌年、任期満了に伴う総裁選で菅は不出馬を表明し新たに岸田文雄が就任。更に3年後の総裁選でも今度は岸田が不出馬を表明し新たに石破茂が就任したことにより、結果的にこの選挙で争った3候補全員が総裁に就任した。

## 党総裁選データ

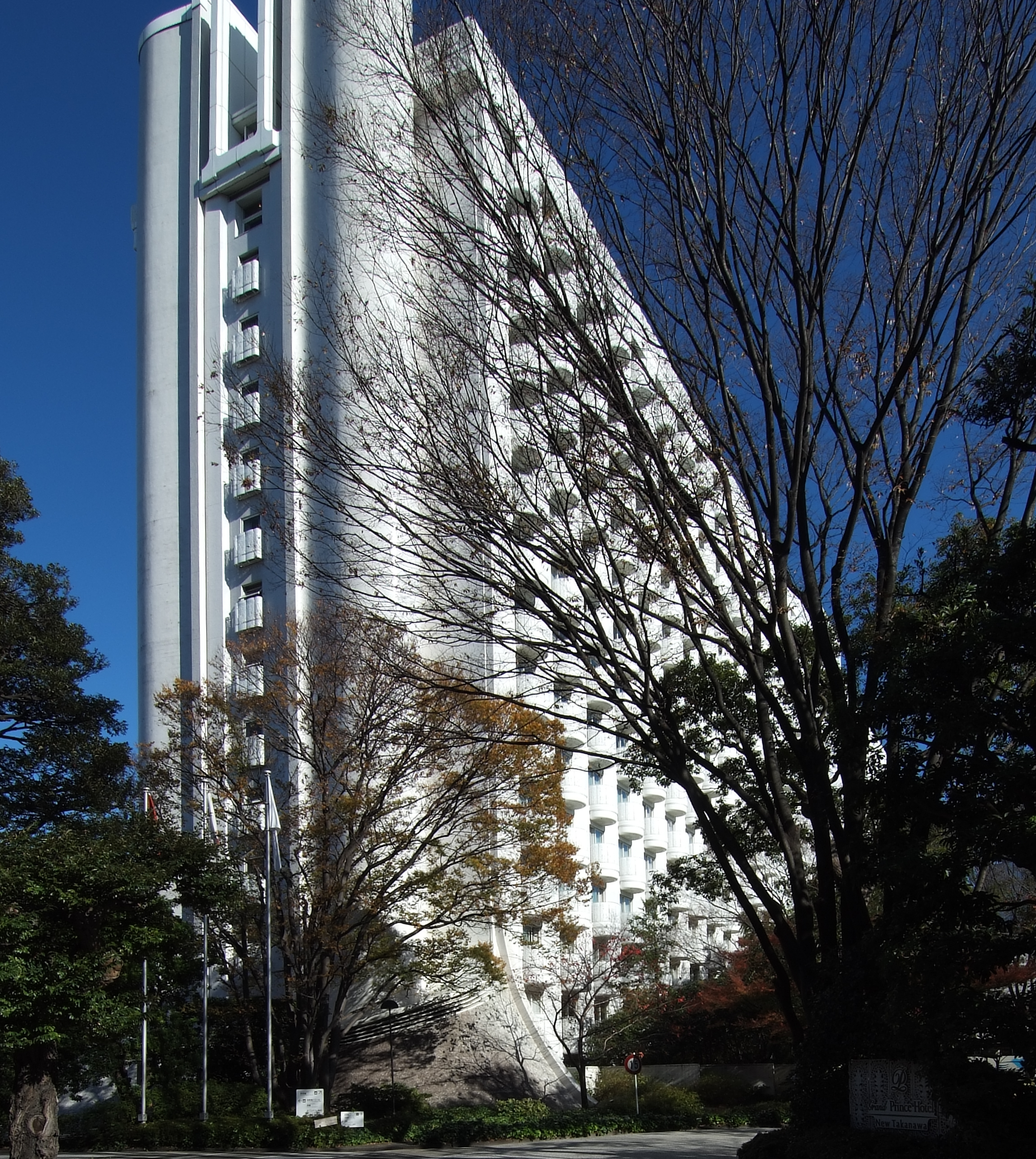
両院議員総会が行われたグランドプリンスホテル新高輪

### 日程
- 9月8日（火） 
  - 告示、立候補受付
  - 所見発表演説会
  - 候補者共同記者会見
- 9月9日（水） 
  - 公開討論会（青年局・女性局主催）
- 9月12日（土） 
  - 公開討論会（日本記者クラブ主催）
  - 候補者ネット討論会（ニコニコ生放送）
- 9月14日（月） 
  - 党大会に代わる両院議員総会（投開票）
  - 新総裁記者会見

### 選挙人
| 種別           | 人数  |
| -------------- | ----- |
| 衆議院議員     | 283人 |
| 参議院議員     | 111人 |
| 都道府県連代表 | 141人 |
| 合計           | 535人 |

### 選挙管理委員会
- 委員長 野田毅
- 委員長代理 逢沢一郎
- 委員　今村雅弘、岩屋毅、馳浩、大塚高司、田所嘉徳、藤丸敏、野村哲郎、磯﨑仁彦、髙階恵美子

## 立候補者
※届出順
| 候補者名 | 候補者名 | 年齢 | 派閥                 | 現職                                                                | キャッチフレーズ                                      | 立候補歴                        |
| -------- | -------- | ---- | -------------------- | ------------------------------------------------------------------- | ----------------------------------------------------- | ------------------------------- |
|          | 石破茂   | 63   | 水月会（石破派）会長 | 衆議院議員（11期・鳥取1区）                                         | 納得と共感                                            | 4回目（2008年・2012年・2018年） |
|          | 菅義偉   | 71   | 菅G                  | 衆議院議員（8期・神奈川2区） 内閣官房長官（第79代・第80代・第81代） | 自助・共助・公助、そして絆                            | 初                              |
|          | 岸田文雄 | 63   | 宏池会（岸田派）会長 | 衆議院議員（9期・広島1区） 自由民主党政務調査会長（第58代）         | 分断から協調へ 「公正でやさしい」、「芯の通った」政治 | 初                              |

石破（鳥取県）と菅（秋田県）は日本海側出身、安倍の総裁復帰時は幹事長とその代行であった。
| 候補者     | 石破茂 | 菅義偉 | 岸田文雄 |
| ---------- | --- | --- | --- |
| 推薦人代表 | 鴨下一郎（石破派） | 小此木八郎（無派閥） | 遠藤利明（谷垣G） |
| 選挙責任者 | 山本有二（石破派） | 浜田靖一（無派閥） | 遠藤利明（谷垣G） |
| 推薦人     | 門山宏哲（石破派） 八木哲也（石破派） 山下貴司（石破派） 後藤田正純（石破派） 舞立昇治（石破派） 中西哲（石破派） 村上誠一郎（無派閥） 中谷元（谷垣G） 渡海紀三朗（無派閥） 橘慶一郎（無派閥） 伊藤達也（石破派） 齋藤健（石破派） 赤沢亮正（石破派） 平将明（石破派） 福山守（石破派） 三原朝彦（竹下派） 神山佐市（石破派） 冨樫博之（石破派） | 塩谷立（細田派） 藤原崇（細田派） 山田美樹（細田派） 山本順三（細田派） 坂本哲志（石原派） 牧原秀樹（谷垣G・菅G） 吉川有美（細田派・谷垣G） 河野太郎（麻生派） 牧島かれん（麻生派） 有村治子（麻生派） 山口泰明（竹下派） 西銘恒三郎（竹下派） 鈴木貴子（竹下派） 柘植芳文（無派閥） 石井浩郎（竹下派） 平沢勝栄（二階派） 吉川貴盛（二階派） 鶴保庸介（二階派） 木村弥生（無派閥） | 根本匠（岸田派） 畦元将吾（岸田派） 大西宏幸（岸田派） 金子俊平（岸田派） 上川陽子（岸田派） 国光文乃（岸田派） 辻清人（岸田派） 西田昭二（岸田派） 深澤陽一（岸田派） 堀内詔子（岸田派） 村井英樹（岸田派） 吉川赳（岸田派） 足立敏之（岸田派） 小鑓隆史（岸田派） 林芳正（岸田派） 藤木眞也（岸田派） 小里泰弘（谷垣G） 加藤鮎子（谷垣G） 本田太郎（谷垣G） |

### 立候補を断念した人物
- 野田聖子 - 無派閥。元総務大臣。当初は立候補に前向きな意向を表明していたが、立候補を見送る[7][8]。
- 河野太郎 - 志公会（麻生派）所属。防衛大臣。立候補を模索していたが、派が一致して菅を支持する方針を決定したため、不出馬を表明[9]。
- 稲田朋美 - 清和政策研究会（細田派）所属。元防衛大臣・元行政改革担当大臣。立候補に意欲を示していたが、見送り[10]。
- 下村博文 - 清和政策研究会（細田派）所属。元文部科学大臣。立候補に意欲を示していたが、見送り[11]。
- 西村康稔 - 清和政策研究会（細田派）所属。経済再生担当大臣・内閣府特命担当大臣（経済財政政策）・新型コロナウイルス対策担当大臣。立候補に意欲を示していたが、見送り[8]。
- 茂木敏充 - 平成研究会（竹下派）所属。外務大臣。派内の若手から出馬を求める声があったが、派が一致して菅を支持する方針を決定したため、見送り[12]。

## 主な候補者と派閥の動き
安倍政権下での「ポスト安倍」への期待を問う世論調査では、安倍晋三首相への批判を繰り返す石破茂元幹事長がトップを走っており、これを警戒する安倍や安倍の盟友の麻生太郎副総理兼財務大臣（麻生派会長）は早くから岸田文雄政務調査会長（岸田派会長）への禅譲を模索していたことから、安倍が辞意を表明した8月28日時点ではこの2氏を軸に総裁選が争われる見通しであると報じられた。
しかし、岸田は4月には新型コロナウイルス対応の経済対策として、安倍とともに「減収世帯への30万円給付」を主導したが、二階俊博幹事長（二階派）や公明党幹部（及び公明党の支持母体である創価学会）らの反発を招いて「国民一律10万円給付」へと方針転換を余儀なくされるなどしたため、指導力を疑問視する声が党内で徐々に強まっており、麻生も「岸田は危機の時の総理じゃない」と周囲に漏らすようになっていた。一方、過去に岸田と幹事長ポストを争ったこともある二階は6月以降、菅義偉内閣官房長官に対し、「安倍さんの次はあんたしかない。総裁選に出たら応援する」と立候補を促していた。
8月29日、菅が森山裕国会対策委員長（石原派）に二階との会談を依頼し、菅、二階、森山と二階側近の林幹雄幹事長代理の4人で極秘に会談を行った。この中で二階は菅に立候補の意欲を確認し、激励した。30日午前には二階派が菅支援の方針を固め、菅が立候補するとの情報が瞬く間に広がり、無派閥や竹下派でも菅支援の動きが加速した。岸田は同日、安倍の出身派閥である細田派会長の細田博之元幹事長や麻生と相次いで会談して支援を要請。31日には首相官邸で安倍と会い、支援を求めた。しかし、安倍は不本意な退陣で当初描いていた岸田への禅譲がかなわなくなると、この時点で複数の関係者に「菅が望ましい」と本音を漏らしており、岸田に対しては「個別の名前を挙げるのは控えている」と述べ、岸田への後継指名を事実上行わなかった。麻生は消費税の軽減税率導入などを巡り菅と反目していたことや、岸田派と同じ宏池会系であることから岸田の支援を模索していたが、岸田が麻生と因縁のある古賀誠元幹事長を会合に招いたことや、安倍が後継指名しなかったことを踏まえ、31日に菅支持に切り替えた。細田派も同日、菅を支持し、9月1日には石原派も菅支持を正式決定。この時点で菅がリードする「1強2弱」の構図が確定した。

### 細田派
党内最大派閥の細田派では下村博文選挙対策委員長や稲田朋美幹事長代行らが出馬を模索したものの派閥全体の支持を得るには至らず、派閥の対応は会長の細田博之に一任された。
その結果8月31日に菅義偉を支持する方針が決定され、9月2日には麻生派、竹下派との共同会見を行い菅義偉支持の方針を明確に示した。
一方で派閥の第4代・6代会長を務めた森喜朗は9月7日に岸田陣営の選挙対策本部長を務める遠藤利明が開いた会合に出席し、「安倍さんの本心は岸田さんだ。」などと発言し岸田を持ち上げた。

### 麻生派
党内第二派閥の麻生派では河野太郎防衛大臣が立候補を模索していたが、8月31日に派閥として菅義偉を支持する方針が決定され断念した。
その後麻生が中心となって9月2日に細田派、竹下派と合同会見を行い菅義偉への支持を明確に打ち出した。

### 竹下派
菅義偉の国会議員としての最初の所属派閥である竹下派では若手を中心に茂木敏充外務大臣を候補に立てようとする動きがあったが、菅支持に動いていた参議院側の反対で茂木は出馬を断念した。
これらの動きにより他派閥にやや遅れた9月2日に菅義偉支持の方針が決定され、会長の竹下亘は同日の細田派、麻生派との会見に出席した。
一方で広島県が地盤の新谷正義、平口洋は岸田陣営の選挙対策本部に加わった他、船田元は総裁選翌日に岸田に投票したことを明らかにした。

### 二階派
総裁選以前から菅義偉との関係が良好だった二階派は8月30日には菅義偉を支持する方針を打ち出した。
一方で9月2日の細田派、麻生派、竹下派の合同会見には参加できず、二階派の会長代行を務める河村建夫元官房長官は、「すでに主導権争いをしているのではないかと、よけいな臆測を呼ぶのは望ましくない」と不快感を示した。

### 岸田派
岸田派の会長・岸田文雄は8月30日に出演したテレビ番組で出馬の意向を示し、9月1日に派閥の臨時総会で正式に立候補を表明した。
一方で8月31日には派閥副会長を務める竹本直一IT政策担当大臣が初当選同期議員らとともに菅義偉に対し出馬要請を行っていた。

### 石破派
石破派の会長・石破茂は9月1日に派閥の臨時総会で正式に立候補を表明した。
6日には同派に所属する平将明が中心となり任天堂の人気ゲーム『あつまれ どうぶつの森』を用い石破茂の分身となる「じみん島」の「いしばちゃん」を登場させプレイヤーと交流する等の選挙活動の計画を発表したものの、任天堂の規約に反する可能性があるとの指摘を受け、8日に方針の断念を表明した。

### 石原派
石原派は8月31日に菅義偉支持の方針を決定し、9月2日に派閥事務総長の坂本哲志が菅義偉の事務所を訪れ立候補の要請を行った。
この中で派閥最高顧問の山崎拓は石破支持の動きを見せていたが、菅義偉や二階俊博と太いパイプを持つ森山裕国会対策委員長が派閥を菅支持で取りまとめたとされる。

### 谷垣グループ
谷垣グループは9月1日に自主投票の方針を決定し、所属議員の支持は分裂した。
代表世話人の一人・中谷元元防衛大臣は石破陣営に加わり推薦人に名を連ねた一方、もう一人の代表世話人・遠藤利明元五輪大臣は岸田陣営の選挙対策本部長に就任した。岸田陣営には谷垣の後継者である本田太郎はじめ加藤鮎子、小里泰弘らが参加した。また若手や他派閥との掛け持ちをする議員を中心に菅支持の動きもあった。
入院治療中の山本公一元環境大臣は今回の総裁選で唯一の棄権者となった。

## 選挙結果
| 候補者   | 得票数 | 国会議員票 | 都道府県代表票 |
| -------- | ------ | ---------- | -------------- |
| 石破茂   | 68     | 26         | 42             |
| 菅義偉   | 377    | 288        | 89             |
| 岸田文雄 | 89     | 79         | 10             |

※棄権1：山本公一
| 候補者    | 候補者 | 石破 | 菅 | 岸田 | 決定方法                 | 予備選挙                   | 予備選挙     | 予備選挙     | 予備選挙     | 予備選挙         | 予備選挙      | 予備選挙     | 予備選挙     |
| 合計      | 合計   | 42   | 89 | 10   | 決定方法                 | 党員党友 ・選挙人数 （人） | 得票数（票） | 得票数（票） | 得票数（票） | 投票 総数 （票） | 投票率 （％） | 投票数（票） | 投票数（票） |
| 都道 府県 | 票数   | 42   | 89 | 10   | 決定方法                 | 党員党友 ・選挙人数 （人） | 石破         | 菅           | 岸田         | 投票 総数 （票） | 投票率 （％） | 有効         | 無効         |
| --------- | ------ | ---- | -- | ---- | ------------------------ | -------------------------- | ------------ | ------------ | ------------ | ---------------- | ------------- | ------------ | ------------ |
| 北海道    | 3      | 0    | 3  | 0    | 党員意向調査実施         |                            |              |              |              |                  |               |              |              |
| 青森県    | 3      | 1    | 2  | 0    | ドント方式               | 11,509                     | 2,255        | 4,207        | 430          | 6,922            | 60.14         | 6,892        | 30           |
| 岩手県    | 3      | 1    | 2  | 0    | ドント方式               |                            | 1,594        | 3,039        | 222          |                  |               |              |              |
| 宮城県    | 3      | 1    | 2  | 0    | ドント方式               | 13,337                     | 2,104        | 6,255        | 1,162        | 9,562            | 71.70         | 9,521        | 41           |
| 秋田県    | 3      | 0    | 3  | 0    | 総務会で決定             |                            |              |              |              |                  |               |              |              |
| 山形県    | 3      | 1    | 1  | 1    | ドント方式               | 10,863                     | 2,188        | 2,619        | 2,326        | 7,152            | 65.84         | 7,133        | 19           |
| 福島県    | 3      | 1    | 1  | 1    | ドント方式               | 15,179                     |              |              |              |                  | 63.39         |              |              |
| 茨城県    | 3      | 1    | 2  | 0    | ドント方式               |                            | 9,842        | 18,790       | 3,070        |                  |               |              |              |
| 栃木県    | 3      | 1    | 2  | 0    | ドント方式               | 19,185                     | 4,363        | 7,359        | 685          | 12,454           | 64.92         |              |              |
| 群馬県    | 3      | 1    | 2  | 0    | ドント方式               | 28,986                     |              |              |              | 17,132           | 59.1          |              |              |
| 埼玉県    | 3      | 0    | 3  | 0    | 勝者総取り方式           | 約34,000                   | 31％         | 61％         | 7％          | 約20,000         |               |              |              |
| 千葉県    | 3      | 0    | 3  | 0    | 勝者総取り方式           | 33,200                     | 7,059        | 10,998       | 834          | 18,937           | 57.04         |              | 46           |
| 東京都    | 3      | 0    | 3  | 0    | 勝者総取り方式           | 105,391                    | 18,808       | 44,579       | 6,161        | 69,709           | 66.14         |              |              |
| 神奈川県  | 3      | 0    | 3  | 0    | 勝者総取り方式           |                            | 6,996        | 30,447       | 1,272        | 38,905           | 64.22         |              |              |
| 新潟県    | 3      | 0    | 3  | 0    | 党員アンケート実施       |                            |              |              |              |                  |               |              |              |
| 富山県    | 3      | 2    | 1  | 0    | ドント方式               |                            |              |              |              |                  |               |              |              |
| 石川県    | 3      | 1    | 2  | 0    | ドント方式               |                            |              |              |              |                  |               |              |              |
| 福井県    | 3      | 1    | 2  | 0    | ドント方式               |                            |              |              |              |                  |               |              |              |
| 山梨県    | 3      | 0    | 1  | 2    | ドント方式               |                            |              |              |              |                  |               |              |              |
| 長野県    | 3      | 1    | 2  | 0    | ドント方式               |                            |              |              |              |                  |               |              |              |
| 岐阜県    | 3      | 1    | 2  | 0    | ドント方式               |                            |              |              |              |                  |               |              |              |
| 静岡県    | 3      | 1    | 2  | 0    | ドント方式               |                            |              |              |              |                  |               |              |              |
| 愛知県    | 3      | 1    | 2  | 0    | ドント方式               |                            |              |              |              |                  |               |              |              |
| 三重県    | 3      | 2    | 1  | 0    | ドント方式               |                            | 4,239        | 2,630        | 1,630        |                  | 71.04         |              |              |
| 滋賀県    | 3      | 1    | 2  | 0    | ドント方式               |                            |              |              |              |                  |               |              |              |
| 京都府    | 3      | 1    | 2  | 0    | ドント方式               |                            |              |              |              |                  |               |              |              |
| 大阪府    | 3      | 1    | 2  | 0    | ドント方式               |                            |              |              |              |                  |               |              |              |
| 兵庫県    | 3      | 1    | 2  | 0    | ドント方式               |                            |              |              |              |                  |               |              |              |
| 奈良県    | 3      | 1    | 2  | 0    | 1位に2票、2位に1票を配分 |                            |              |              |              |                  |               |              |              |
| 和歌山県  | 3      | 0    | 3  | 0    | 勝者総取り方式           |                            |              |              |              |                  |               |              |              |
| 鳥取県    | 3      | 3    | 0  | 0    | ドント方式               |                            |              |              |              |                  |               |              |              |
| 島根県    | 3      | 2    | 1  | 0    | ドント方式               | 8,731                      | 4,906        | 3,391        | 422          |                  | 69.63         |              |              |
| 岡山県    | 3      | 1    | 2  | 0    | ドント方式               |                            |              |              |              |                  |               |              |              |
| 広島県    | 3      | 0    | 0  | 3    | ドント方式               |                            |              |              |              |                  |               |              |              |
| 山口県    | 3      | 0    | 3  | 0    | 勝者総取り方式           |                            |              |              |              |                  |               |              |              |
| 徳島県    | 3      | 1    | 2  | 0    | ドント方式               |                            |              |              |              |                  |               |              |              |
| 香川県    | 3      | 1    | 1  | 1    | ドント方式               | 12,000余                   | 3,418        | 5,063        | 3,460        |                  |               |              |              |
| 愛媛県    | 3      | 1    | 2  | 0    | ドント方式               |                            | 4,883        | 6,522        | 870          |                  |               |              |              |
| 高知県    | 3      | 2    | 1  | 0    | ドント方式               | 8,780                      | 3,092        | 2,132        | 167          |                  | 61.72         |              |              |
| 福岡県    | 3      | 1    | 2  | 0    | ドント方式               |                            |              |              |              |                  |               |              |              |
| 佐賀県    | 3      | 1    | 2  | 0    | ドント方式               |                            |              |              |              |                  |               |              |              |
| 長崎県    | 3      | 1    | 1  | 1    | ドント方式               |                            |              |              |              |                  |               |              |              |
| 熊本県    | 3      | 1    | 1  | 1    | ドント方式               |                            |              |              |              |                  |               |              |              |
| 大分県    | 3      | 1    | 2  | 0    | ドント方式               |                            |              |              |              |                  |               |              |              |
| 宮崎県    | 3      | 2    | 1  | 0    | ドント方式               |                            |              |              |              |                  |               |              |              |
| 鹿児島県  | 3      | 1    | 2  | 0    | ドント方式               | 18,898                     | 3,811        | 6,292        | 691          |                  | 57.21         |              |              |
| 沖縄県    | 3      | 0    | 3  | 0    | 勝者総取り方式           |                            |              |              |              |                  |               |              |              |

7派閥のうち5派閥の支持を受けた菅が535票中、7割に当たる377票を獲得し、圧勝した。各都道府県連に3票を割り振る現行制度を導入した2001年以降、当選者が議員票と地方票の合計で7割を獲得するのは初めて。都道府県連票でも菅がトップの89票で、過去に挑戦した総裁選では地方票で強さを見せた石破は42票と伸び悩んだ。岸田は国会議員票で善戦し、石破との2位争いを制した。岸田の善戦には安倍政権批判の急先鋒だった石破の「次」への芽を摘むため、細田派や麻生派から20票程度が流れてきたと推測されている。当選した菅は安倍の前任の谷垣禎一（京都府北部出身）以来の日本海側出身の総裁となった。